# النازحون في الداخل السوري
النازحون داخليًا في سوريا يمثلون أكثر من نصف الأشخاص الذين فروا من الحرب الأهلية السورية داخل سوريا نفسها، وتقدر مفوضية الأمم المتحدة السامية لشؤون اللاجئين أن 7 ملايين شخص في سوريا يعانون من النزوح الداخلي أو بحاجة إلى المساعدة الإنسانية حسب البيانات المتوفرة حتى عام 2017.
يعيش مُعظمهم في منازل غالبًا ما لحقت بها أضرار من الحرب، نظرًا لمخاوف الأمان وصعوبة الوصول إلى المناطق التي في حاجة إلى المساعدة وعدم التوقع، تم توجيه جهود إنسانية نحو تقديم المساعدة الطارئة. تعتبر تعقيدات الإجراءات الإدارية والقدرة المحدودة للمنظمات غير الحكومية المسموح لها بالعمل في سوريا أيضًا تحديات تواجه عمليات المساعدة.
في حين أن التعريفات القانونية لـ "اللاجئ" لا تنطبق عليهم، إلا أنه يشار إليهم في كثير من الأحيان على هذا النحو. ويستخدم مصطلح النازحين داخليًا (IDP) للتمييز بينهم، حيث ينطبق مصطلح " النازحون (قسرا) " على كلا المجموعتين.

## المساعدات الإنسانية
يتم تنسيق مساعدات المأوى للنازحين داخليًا بشكل أساسي من قبل المجموعة العالمية للمأوى (التي تشارك في قيادتها المفوضية السامية للأمم المتحدة لشؤون اللاجئين والاتحاد الدولي لجمعيات الصليب الأحمر والهلال الأحمر ووزارة الإدارة المحلية السورية). لم يتم إنشاء مخيمات رسمية، ولكن تم تجديد بعض المباني العامة لتكون ملاجئ جماعية قصيرة الأجل. على سبيل المثال من بين 90 ألف شخص من شرق حلب مسجلين لدى الأمم المتحدة، يعيش معظمهم في منازل، لكن لا يزال 4250 شخصًا في ملجأ جبرين الجماعي، حسب البيانات حتى يناير 2017.
تستهدف برامج المساعدة في تحسين المباني الخاصة غير المكتملة المزيد من الأشخاص، وكذلك برامج توزيع أدوات الاستعداد لفصل الشتاء والمأوى مثل البطانيات، ومواد البناء الخفيفة، والأدوات، وما إلى ذلك. ومنذ وقت قريب فقط أصبح الوضع يسمح بتنفيذ حلول أكثر استدامة مثل إعادة تأهيل المنازل المتضررة بالكامل لتحقيق ظروف معيشية أساسية، وإصلاح البنية التحتية الخفيفة وتقديم المساعدة القانونية. في عام 2016 تم تجديد المأوى الجماعي لنحو 24000 شخص، وتم توزيع مجموعات الإيواء على 26000 شخص، واستفاد نحو 40000 شخص من تحديث المباني الخاصة، و12000 من إصلاحات المنازل على المدى الطويل، و5000 من إصلاح البنية التحتية الأساسية.

## اللاجئون الأجانب
حتى عام 2011، قدمت وكالة الأمم المتحدة لإغاثة وتشغيل اللاجئين الفلسطينيين خدماتها في 12 مخيمًا تديرها السلطات السورية، بما في ذلك مدينة حمص ومخيم واليرموك. في 2016 قدرت الأونروا أن 450 ألف لاجئ فلسطيني ما زالوا في سوريا، منهم ما يصل إلى 280 ألف نازح داخليًا، وما يقدر بنحو 43 ألفًا محاصرون في مواقع يصعب الوصول إليها. ولا يزال بعضهم ينزحون عدة مرات نتيجة للعنف المسلح. بالإضافة إلى ذلك نزح 120 ألف شخص إلى البلدان المجاورة. وتعرض العديد منهم لأضرار جسيمة وتم تهجيرهم قسراً بسبب النزاع المسلح.
اتصل رئيس السلطة الفلسطينية محمود عباس بالأمين العام للأمم المتحدة بشأن الوضع، وحاول الأخير التوسط في صفقة مع إسرائيل للسماح للاجئين الفلسطينيين الذين يعيشون في سوريا بالاستقرار في الضفة الغربية وقطاع غزة. ومع ذلك عندما وافقت إسرائيل بشرط التخلي عن أي طلب مستقبلي للبقاء بشكل دائم في البلاد، رفض عباس ذلك وقال "من الأفضل أن يموتوا في سوريا بدلاً من التخلي عن [هذا الطلب]". تدير الأونروا 9 ملاجئ تضم حوالي 2,600 لاجئ فلسطيني وتوفر المساعدات المالية والمواد الغذائية والمواد غير الغذائية لعدد أكبر بكثير بحسب بيانات يناير 2017.

## أنظر أيضا
- مخيمات اللاجئين الفلسطينيين